# Crassula multiflora
Crassula multiflora är en fetbladsväxtart. Crassula multiflora ingår i släktet krassulor, och familjen fetbladsväxter. Utöver nominatformen finns också underarten C. m. leucantha.